# Marco Spitoni
Marco Spitoni est un graphiste italien réalisant en amateur des courts métrages d'animation.

## Biographie
La première réalisation de Marco Spitoni est un hommage à Star Wars sous la forme d'une publicité pour l'enrôlement dans l'armée de Dark Vador.
Après 2 ans de travail, il sort The hunt mettant en scène une chasse aux dinosaures-robots qui sera nommé pour le prix de la meilleure réalisation à Imagina et figure à ce titre sur le DVD hommage du festival. Enfin il décroche la 4e place pour l'animation professionnelle au festival Animago2002.
En avril 2007 il présente Code guardian où il revisite la Seconde Guerre mondiale en imaginant l'attaque d'un port américain par un robot nazi.
Il travaille à l'aide de logiciels assez communs tels que 3D Studio Max et Vue d'Esprit.

## Réalisations
- 1999 : Join the empire
- 2001 : The hunt
- 2007 : Code guardian